# Nagar (księstwo)
Nagar, Nagir – dawne księstwo muzułmańskie znajdujące się na obszarze dzisiejszego Pakistanu.
Nagar obejmowało obszar 5,000 km², jego stolicą był Nagar.
Księstwo powstało w XIV wieku w północno-zachodniej części dzisiejszego Kaszmiru. W 1889 przyjęło narzucony przez Brytyjczyków protektorat. W 1947 znalazł się w części Kaszmiru zajętej przez Pakistan, gdzie otrzymał status autonomicznego księstwa.
W 1968 roku w Nagar wybuchła rebelia przeciwko rządom monarchy. 25 września 1974 premier Pakistanu Zulfikar Ali Bhutto podjął decyzję o likwidacji państwa Nagar.